# توماس تیمه
توماس تیمه (انگلیسی: Thomas Thieme؛ زادهٔ ۲۹ اکتبر ۱۹۴۸) یک بازیگر اهل آلمان است.
از فیلم‌ها یا برنامه‌های تلویزیونی که وی در آن نقش داشته است، می‌توان به سقوط، زندگی دیگران، در، جانبداری و لوته در وایمار اشاره کرد.